# Claude-Marie de Rivérieulx de Chambost
Pour les articles homonymes, voir Famille de Rivérieulx.
Claude-Marie de Rivérieulx de Chambost dit le comte de Chambost (10 janvier 1769, Lyon - 13 février 1827, Lyon), est un militaire et homme politique français.

## Biographie
Claude-Marie de Rivérieulx de Chambost est le fils de Dominique de Rivérieulx de Chambost, mousquetaire du roi et de Marianne Perrin,.
Il devient colonel commandant de la garde nationale de Lyon.
Ardent royaliste, il est élu député du département du Rhône le 13 novembre 1823. À la Chambre, il siège droite avec les royalistes les plus accentués.
Il est le père de Hippolyte de Rivérieulx de Chambost dit Hippolyte de Chambost ,.

## Sources
- « Claude-Marie de Rivérieulx de Chambost », dans Adolphe Robert et Gaston Cougny, Dictionnaire des parlementaires français, Edgar Bourloton, 1889-1891 [détail de l’édition]